# Heterocotinis smaragdina
Heterocotinis smaragdina är en skalbaggsart som beskrevs av Hippolyte Louis Gory och Achille Rémy Percheron 1833. Heterocotinis smaragdina ingår i släktet Heterocotinis och familjen Cetoniidae. Inga underarter finns listade i Catalogue of Life.